# Artie Kornfeld
Arthur Lawrence (Artie) Kornfeld (Brooklyn (New York), 9 september 1942) is een Amerikaans muzikant, producent en ondernemer. Hij verwierf bekendheid als een van de initiators van het muziekfestival Woodstock. Hij schreef het liedje "The Rain, The Park and Other Things", dat in 1967 een hit werd voor The Cowsills. In april 1968 werd de toen 26-jarige Kornfeld aangenomen bij Capitol Records, waar hij zich als manager bezighield met 'hedendaagse muziek'.